# Bélis
Bélis är en kommun i departementet Landes i regionen Nouvelle-Aquitaine i sydvästra Frankrike. Kommunen ligger i kantonen Labrit som tillhör arrondissementet Mont-de-Marsan. År 2022 hade Bélis 164 invånare.

## Befolkningsutveckling
Antalet invånare i kommunen Bélis
Referens:INSEE